# Squirrel and G-Man Twenty Four Hour Party People Plastic Face Carnt Smile (White Out)
Squirrel and G-Man Twenty Four Hour Party People Plastic Face Carnt Smile (White Out) è il primo album in studio del gruppo musicale britannico Happy Mondays, pubblicato nel 1987.
Il titolo è stato utilizzato nel 2002 per quello del film 24 Hour Party People.

## Tracce
1. Kuff Dam – 3:06
2. Tart Tart – 4:25
3. Enery – 2:22
4. Russell – 4:53
5. Olive Oil – 2:36
6. Weekend S – 2:23
7. Little Matchstick Owen – 3:42
8. Oasis – 3:45
9. 24 Hour Party People – 4:40
10. Cob 20 – 4:20
11. Little Matchstick Owen's Rap

## Formazione
- Paul Davis – tastiere
- Mark "Bez" Berry – percussioni
- Paul Ryder – basso
- Shaun Ryder – voce
- Gary Whelan – batteria
- Mark "Cow" Day – chitarra
- John Cale – produzione